# Yaël Nazé
Yaël Nazé   (Baudour, 21 de novembre de 1976) és una astrofísica belga que treballa a la Universitat de Lieja. Està especialitzada en estrelles massives i les seves interaccions amb el seu entorn.

## Joventut i educació
Yaël Nazé va néixer a Bèlgica l'any 1976. Provenia del que va descriure com una zona pobre de Bèlgica, on la gent gaudia de l'observació de les estrelles. Quan tenia deu anys d'edat va considerar estudiar meteorologia, però als dotze es va interessar per l'astronomia.
Es va doctorar el març de 2004.

## Carrera professional
Nazé es va qualificar com a investigadora permanent del 	Fons Nacional per a la Recerca Científica l'any 2009. La seva tasca científica ha estat reconeguda amb premis.
Dedica part del seu temps lliure a la divulgació de les ciències a través de conferències, animacions, exposicions i articles, i ha escrit diversos llibres que li han valgut diversos premis.
El 2018, Nazé va analitzar la polèmica sobre una tesi doctoral proposada per un estudiant de la Universitat de Sfax, que defensava una terra plana així com un model geocèntric del Sistema solar i el creacionisme de la Terra jove. El tema de la tesi havia estat aprovat per la comissió que supervisa les tesis d'estudis ambientals (però no la tesi final, completa) i el seu resum s'havia fet públic i denunciat el 2017 pel professor Hafedh Ateb, cofundador de la Societat Astronòmica de Tunísia, sobre la seva pàgina de Facebook.

## Premis
- Premi Jean Teghem (2009)
- Premi Jean-Rostand (2009)
- Premi Roberval (2014)
- Premi Prix Jean-Perrin (2017)

## Selecció de publicacions
- Les couleurs de l'Univers (en francès).  Belin, 2005. Premi d'astronomia de Haute Maurienne 2006. Premi biennal Hainuyer de la divulgació científica 2006.
- L'astronomie au féminin (en francès).  Vuibert, 2006. Premi Jean-Rostand 2006. Premi Verdickt-Rijdams 2007.
- Histoire du télescope, la contemplation de l'Univers des premiers instruments aux actuelles machines célestes (en francès).  Vuibert, 2009.
- L'astronomie des anciens (en francès).  Belin, 2009. Premi Jean-Rostand 2009. Reeditat el 2018 amb el títol L'astronomie du passé.
- Cahier d'exploration du ciel I. Découvrir l'Univers (en francès).  Réjouisciences, 2009.
- Cahier d'exploration du ciel II. Mesurer l'Univers (en francès).  Réjouisciences, 2012.
- La cuisine du cosmos - cahier de (g)astronomie (en francès).  Réjouisciences, 2012.
- Voyager dans l'espace (en francès).  CNRS éditions, 2013. Premi Roberval 2014.
- À la recherches d'autres mondes - les exoplanètes (en francès).  Académie Royale de Belgique, 2013 (Académie en poche).
- Art & Astronomie - Impressions célestes (en francès).  Omnisciences, 2015.
- Astronomie de l'étrange (en francès).  Belin, 2020.
- Enquêtes d'Astronomie (en francès).  Éditions Hermann, 2021. Junt amb Dominique Proust.